# Pierre Veber
Pour les articles homonymes, voir Veber.
Pierre Eugène Veber, né le 15 mai 1869 dans le 2e arrondissement de Paris, et mort en son domicile dans le 9e arrondissement de Paris le 20 août 1942, est un dramaturge et auteur de romans et de contes humoristiques. Il a été aussi critique de spectacle, notamment pour Le Petit Journal.

## Biographie
Il était le frère du peintre Jean Veber, le beau-frère de René Doumic qui avait épousé sa sœur Louise, et le beau-frère de Tristan Bernard, dont il avait épousé la sœur. Sa famille était vaste, comme il le fait remarquer lui-même dans la préface de X... Roman impromptu : « Si soixante-dix villes se disputent l'honneur de m'avoir donné le jour, ce n'est pas parce que je suis dix fois plus célèbre qu'Homère, mais seulement parce que le nom que je porte est assez répandu ». À cette époque, on trouve plusieurs écrivains ou scénaristes portant ce patronyme, dont Jean-Pierre Veber et Serge Veber, avec lesquels Pierre travailla parfois.
Pierre Veber est par ailleurs le père de Pierre-Gilles Veber et de Serge Veber, le grand-père de Francis Veber et l'arrière-grand-père de Sophie Audouin-Mamikonian.
On connaît peu de choses de sa jeunesse. Il précise lui-même : « J'ai fait d'assez médiocres études, mais je n'en tire aucune vanité ». En 1889, il collabore déjà au Gil Blas, puisque Antoine indique dans son journal, à la date du 25 novembre 1889 : « Ce soir, rue Blanche, nous avons la visite de deux nouveaux venus, Tristan Bernard et Pierre Véber [sic], deux jeunes journalistes de beaucoup d'esprit qui crayonnent, chaque semaine, au Gil Blas, une revue d'actualités illustrée par Jean Véber, le Chasseur de chevelures, d'un brio étincelant ». En 1892, Pierre Veber collabore à la revue Le Chasseur de chevelures, dirigé par Tristan Bernard. Ce journal humoristique n'eut que deux numéros en 1892, et en 1893, Pierre Veber apparaît comme corédacteur dans la mention : « Tristan Bernard, rédacteur intègre, Pierre Veber, rédacteur vénal ».
Pierre Veber a été un auteur prolifique, produisant en quarante ans de carrière une centaine de comédies burlesques, de vaudevilles et de livrets d'opérette, et près d'une cinquantaine de romans, de recueils de nouvelles et de contes humoristiques et ironiques. Près de la moitié de ses pièces ont été écrites en collaboration avec un ou deux autres auteurs, à qui il apportait son élégance et sa grande facilité d'écriture, qu'il avouait avec humour dans la préface de son Théâtre incomplet : « Le Théâtre est, pour un écrivain, une distraction charmante, qui le dispense d'écrire ; on écoute des guignols intérieurs, qui divaguent, on note leurs propos, on imagine leurs gestes. Et cela fait des pièces. »
Sa collaboration fréquente avec Maurice Hennequin, en particulier, a permis de contrebalancer un peu le duo de Flers et Caillavet qui faisait fureur à l'époque dans les théâtres. Mais il a prêté la main, pour le théâtre, à bien d'autres écrivains, comme Alfred Capus, Georges Courteline et Léon Xanrof. Son activité d'auteur dramatique s'est poursuivie presque jusqu'à la Seconde Guerre mondiale, alors qu'il approchait des soixante-dix ans.
Il a écrit aussi des romans en collaboration, ce qui est moins fréquent que pour le théâtre. C'est lui, paraît-il, qui eut, en 1895, l'idée de X... roman impromptu : un roman « sans plan préconçu, sans sujet arrêté » écrit à dix mains, par Georges Courteline, Jules Renard, George Auriol, Tristan Bernard et lui-même. Chaque auteur, dans un ordre déterminé par le hasard, écrivait un chapitre, en repartant, en théorie, de la fin du chapitre précédent. La plus grande liberté d'imagination était laissée à chaque auteur, les seules contraintes étant que le héros X ne meure pas et que les autres personnages ne changent pas de sexe. Paru tout d'abord en feuilleton dans le Gil Blas du 4 avril 1895 au 21 mai 1895, ce « roman steeple-chase » ou "roman choral", rebaptisé « roman impromptu », fut plusieurs fois édité par Flammarion. Pierre Veber a également écrit des nouvelles en collaboration avec Willy.
Certaines de ses pièces connurent de grands succès, certaines même de véritables triomphes, comme Le Monsieur de cinq heures avec 568 représentations, ce qui était considérable à l'époque. Quelques-unes furent adaptées plus tard au cinéma, Veber étant alors crédité de « scénariste » ou de « coscénariste » (voir section « Scénarios »). D'autres pièces furent traduites en anglais et jouées à Londres et à New York (voir section « Œuvres »). Il a écrit sous le nom de plume de « Bill Sharp ».

## Œuvres ( de 1894 à 1900)
- Les Enfants s’amusent, roman (avec Willy), H. Simonis Empis, 1894.
- Une passade, roman (avec Willy), Ernest Flammarion, 1894.
- L'Innocente du logis, roman, Ernest Flammarion, 1895
- Vous m’en direz tant !, roman (avec Tristan Bernard), Ernest Flammarion, 1895.
- Les Veber’s, les Veber’s, les Veber’s, roman (avec Jean Veber), Emilw Testard, 1895.
- Chez les Snobs, roman, Paul Ollendorff, 1896.
- La Joviale comédie, théâtre (avec Jean Veber), H. Simonis Empis, 1896.
- L'Aventure, roman, H. Simonis Empis, 1898.
- Les Couches profondes, roman, H. Simonis Empis, 1899.
- Les Tard-venus, roman, Librairie Nilssion, 1900.
- Amour, Amour..., roman, H. Simonis Empis, 1900.
- Œuvres de Pierre Veber sur le projet Gutenberg
- Texte Notre ami Morges dans le volume 1 de la Revue Blanche

### Théâtre

#### Non datés
- La danse à la mode, pièce en un acte, sans indication de date, ni de théâtre
- Le Fiancé, pièce en un acte, sans indication de date, ni de théâtre

#### Adaptations anglaises àBroadway
- Brother Jacques, comédie, du 5 décembre 1904 jusqu'en janvier 1905
- Twenty Days in the Shade, pièce, du 20 janvier 1908 jusqu'en mars 1908
- The Girl from Rector's, pièce, du 1er février 1909 jusqu'en juillet 1909
- The Runaway, pièce, du 9 octobre 1911 jusqu'en décembre 1911
- Madam President, pièce, du 15 septembre 1913 jusqu'en janvier 1914
- A Kiss in a Taxi, comédie, du 25 août 1925 jusqu'en octobre 1925
- Oh, Please, revue musicale, du 17 décembre 1926 jusqu'en février 1927
- Sunny Days, comédie musicale, du 8 février 1928 au 5 mai 1928, reprise en octobre 1928

### Romans et nouvelles
Les dates peuvent ne pas être les dates des premières éditions.

### Adaptations cinématographiques
- 1916 : Vous n'avez rien à déclarer ? de Marcel Simon, adapté de la pièce éponyme de Maurice Hennequin et Pierre Veber, créée en 1906.
- 1918 : Les Grands de Georges Denola, adapté de la pièce éponyme de Pierre Veber et Serge Basset créée en 1909.
- 1919 : Madame et son filleul de Georges Monca, adapté de la pièce de Veber et Hennequin, créée en 1916, adaptée par Georges Monca, sortie le 21 mars 1919
- 1924 : Les Grands de Henri Fescourt, adapté de la pièce du même nom de Veber et Basset créée en 1909.
- 1926 : Un fils d'Amérique de Henri Fescourt, adapté de la pièce de Veber et Marcel Gerbidon créée en 1913.
- 1935 : Et moi, j'te dis qu'elle t'a fait de l'œil de Jack Forrester, le scénariste déclaré est René Pujol, Hennequin et Veber sont crédités d'« auteurs originaux »[33].
- 1936 : Les Grands de Robert Bibal et Félix Gandéra, adapté de la pièce du même nom de Veber et Basset créée en 1909, dialogues de Félix Gandéra, Veber et Basset étant crédités de coscénaristes
- 1937 : Vous n'avez rien à déclarer ? de Léo Joannon, adapté de la pièce éponyme de Maurice Hennequin et Pierre Veber, créée en 1906. Hennequin et Veber y sont notés comme scénaristes.
- 1938 : Le Monsieur de cinq heures de Pierre Caron, dialogues de Jean de Letraz, musique de Vincent Scotto, Hennequin et Veber étant qualifiées d'auteurs, sortie le 9 mars 1938[34],[35]
- 1950 : Et moi, j'te dis qu'elle t'a fait de l'œil de Maurice Gleize
- 1952 : Mademoiselle la Présidente (La presidentessa) de Pietro Germi, d'après la pièce La Présidente de Hennequin et Veber créée en 1912.
- 1959 : Vous n'avez rien à déclarer ? de Clément Duhour, adapté de la pièce éponyme de Maurice Hennequin et Pierre Veber, créée en 1906. Hennequin et Veber y sont notés comme scénaristes.
- 1977 : La presidentessa de Luciano Salce, d'après la pièce La Présidente de Hennequin et Veber créée en 1912

## Décorations
- Officier de la Légion d'honneur (1919)[36]